# Yang Hansen
 (juillet 2025).
Si vous disposez d'ouvrages ou d'articles de référence ou si vous connaissez des sites web de qualité traitant du thème abordé ici, merci de compléter l'article en donnant les références utiles à sa vérifiabilité et en les liant à la section « Notes et références ».
Yang Hansen, né le 26 juin 2005 à Zibo en Chine, est un joueur chinois de basket-ball évoluant au poste de pivot et mesurant 2,16 m.

## Biographie

### NBA
Yang Hansen est sélectionné en seizième position par les Grizzlies de Memphis lors de la draft 2025 de la NBA puis envoyé aux Trail Blazers de Portland.

## Palmarès et distinctions individuelles

### Professionnels
- 2× CBA All-Star (2024, 2025)
- 2× All-CBA Domestic First Team (2024, 2025)
- CBA Défenseur de l'année (2024)
- CBA Rookie de l'année (2024, 2025)